# خوسه مانوئل لوپز
خوسه مانوئل لوپز (اسپانیایی: José Manuel López Rodríguez‎؛ زادهٔ ۲۱ فوریهٔ ۱۹۴۰) دوچرخه‌سوار اهل اسپانیا است. وی در بازی‌های المپیک تابستانی ۱۹۶۴ شرکت کرده است.